# Armada del Antiguo Egipto
La Armada del Antiguo Egipto tiene una historia muy extensa, casi tan antigua como la nación misma. Nuestras mejores fuentes sobre el tipo de naves que usaron y sus propósitos provienen de los relieves de los diversos templos religiosos que se extienden por toda la tierra. Mientras que los primeros barcos que se utilizaban para navegar por el Nilo a menudo estaban hechos de juncos, los barcos oceánicos y marítimos se hacían entonces de madera de cedro, muy probablemente de los bosques de Biblos en el actual Líbano. Aunque el uso de la marina no era tan importante para los egipcios como pudo serlo para los griegos o los romanos, aún demostró su valor durante las campañas de Tutmoside e incluso en la defensa de Egipto bajo Ramsés III. Tutmosis III comprendió la importancia de mantener una línea de comunicaciones y suministros rápida y eficiente que conectara sus bases en la región levantina con Egipto. Por esta razón, construyó su famoso astillero para la flota real cerca de Memphis, cuyo único propósito era abastecer constantemente al ejército egipcio en campaña con tropas adicionales, así como la comunicación con Egipto y los suministros generales.
Durante el Imperio Antiguo de Egipto y hasta el comienzo del Nuevo, la marina y las naves de los antiguos egipcios eran casi inexistentes, salvo para realizar tareas de comunicación y transporte. Sin embargo, gracias a la enorme reorganización del ejército egipcio en el Imperio Nuevo de Egipto y a la agresiva política exterior de los reyes, la marina empezó a ser cada vez más crucial para mantener el poder y la influencia de Egipto en el extranjero.

## Construcción de las naves

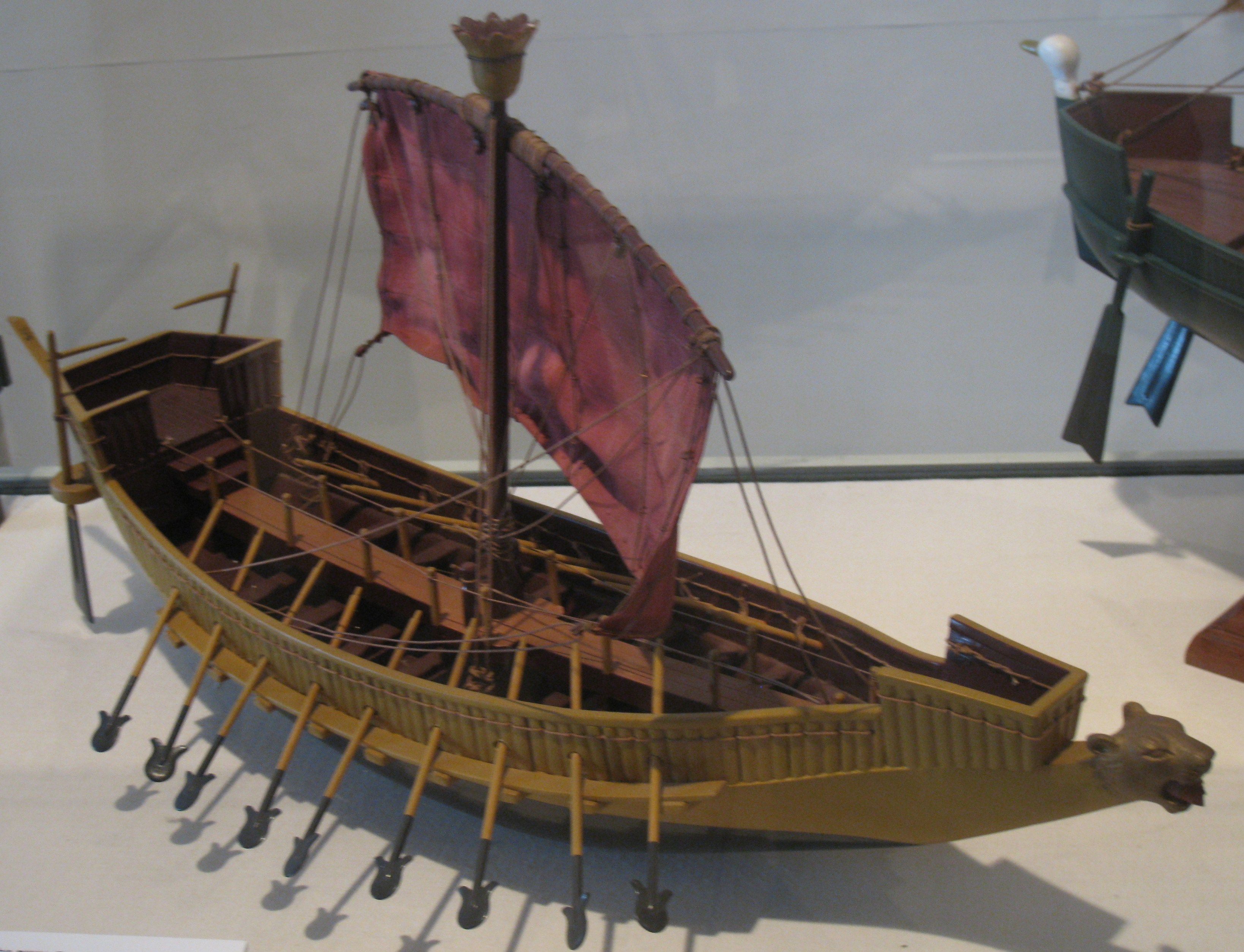
Barco de guerra egipcio

Los barcos se construyeron primero de una manera muy básica en la que utilizaban cañas. Estos barcos no podían de ninguna manera viajar por el mar Rojo o el Mediterráneo, por lo que su propósito era sólo navegar a través del Nilo. Siempre que los barcos tenían que soportar viajes más largos, Egipto a menudo importaba madera de cedro de Biblos, con la que tenían buenas relaciones comerciales. Al mismo tiempo, pedían a otros estados con los que comerciaban que les suministraran un cierto número de barcos. Esto se ejemplifica en las cartas de Amarna donde encontramos una petición al Rey de Chipre para construir barcos para la marina egipcia. En la época de la batalla de los Pueblos del Mar, los egipcios se habían convertido en expertos en la construcción de barcos. Sus barcos tenían un solo mástil con una vela cuadrada horizontal en él. Un arco estaba usualmente decorado con un cráneo humano aplastado por una cabeza de león. Estos barcos solían tener dos remos de timón, ya que en aquella época no se habían inventado los timones incorporados. Al mismo tiempo, podían llegar a pesar 70 u 80 toneladas con unos 50 remeros.

## Propósitos
La armada egipcia tenía cuatro propósitos principales:
- el transporte de tropas y suministros a ciertas áreas que los requerían,
- para usarla como plataforma desde la cual los arqueros dispararían sus flechas contra el enemigo que estuviera en tierra o en mar,
- para destruir otras naves enemigas,
- para llevar prisioneros.

## Transporte
El paisaje egipcio se considera a menudo duro y muy difícil de recorrer, excepto por los pocos kilómetros que rodean el valle del Nilo. Por esta razón, el uso de los barcos como medio de comunicación y transporte resultó ser muy eficaz. Los egipcios habían usado su marina para el primer y más importante propósito de esta manera. Enviaban soldados a zonas de todo Egipto cuyo trabajo consistía en sofocar las rebeliones o repeler a los atacantes. Esto es muy evidente en el uso de los barcos para transportar alimentos y provisiones a los fuertes que estaban estacionados en el sur cerca de Nubia. Estos fuertes a menudo se situaban en zonas difíciles y para alimentarse dependían en gran medida de las raciones que recibían de ciudades como  Tebas y Karnak. Este propósito fue siempre utilizado por los egipcios desde el comienzo de su civilización hasta la época del Nuevo Reino donde reabastecían a sus tropas basadas en la región levantina a través del mar.

## Plataformas
Esto es especialmente notable en los relieves del templo funerario de Ramsés III que muestran el gran intento de invasión de Egipto por los Pueblos del Mar. Este relieve nos muestra los pequeños pero maniobrables barcos egipcios luchando contra los grandes pero lentos barcos de la Gente del Mar. Retrata los barcos como plataformas desde las cuales los arqueros y honderos pueden acribillar al enemigo. El hecho de tener barcos tan rápidos y maniobrables permitió a los egipcios acosar constantemente al enemigo a distancia y, al mismo tiempo, retirarse a salvo y atacar desde un lado diferente. En esta etapa, este propósito existía sobre todo en la era del Nuevo Reino, aunque se nos hace creer que fue utilizado durante el Segundo Periodo Intermedio durante el asedio de Avaris por Amosis I.

## Embarques de personas
Este propósito probablemente tuvo lugar más durante el Nuevo Reino, cuando surgió la situación para que los egipcios desactivaran cualquier amenaza a su mar. También es más visible para nosotros desde el relieve del templo de Medinet Habu en el que se representa a los marines egipcios a bordo de los barcos que intentan abordar las naves de los Pueblos del Mar. Al abordarlos, la mayoría de la tripulación de los barcos egipcios se armaba y luchaba en combate cuerpo a cuerpo con el uso de lanzas, escudos y hachas de batalla. Los egipcios nunca tuvieron una unidad de marina específica, sino que se sabía que cualquiera a bordo es igualmente capaz de mantener el barco y luchar al mismo tiempo. Los egipcios abordaban otros barcos usando el método más común de usar ganchos de agarre para tirar de un barco después de acribillarlos con flechas y tiros de honda.

## Batallas navales famosas
Aunque las batallas navales no se relatan con frecuencia, ya que en el antiguo Egipto no había distinción entre la marina y el ejército, de vez en cuando recogemos alguna información de batallas que se libraron mediante el uso de barcos.

### Asedio de Avaris
Un ejemplo de ello es cuando Ahmose dirigió un asedio contra la ciudad hicsa de Avaris a finales de la dinastía XVII y principios de la  XVIII. Un relato del asedio proviene de un soldado y marinero que luchó en el asedio llamado Ahmose hijo de Ibana. En sus relatos, afirma que estaba destinado en un barco llamado Norte en el que navegó con el ejército egipcio hacia Avaris. Tras librar una batalla, sitiaron la ciudad y la rodearon. El asedio a Avaris debió ser un ataque combinado naval y terrestre, ya que Ahmose hijo de Ibana afirmó haber luchado en el canal contra Pezedku de Avaris[10].

### Guerra contra los Pueblos del Mar
Esta guerra es tal vez la más famosa de las guerras egipcias que involucran fuertemente la fuerza naval del imperio, y es la primera que está bien documentada. Durante el reinado de Ramsés III, que tuvo lugar entre el 1182 a. C. y el 1151 a. C., surgió una nueva amenaza que desafió a los egipcios de una forma diferente a la que estaban acostumbrados: un nuevo pueblo llamado Pueblos del Mar estaba llegando a la región de Levante y destruyendo sus ciudades. Estos pueblos de origen misterioso ya habían destruido a los otrora poderosos hititas y pronto se hizo evidente que Egipto, con todas sus riquezas, sería el siguiente. Ramsés III preparó una poderosa flota y planeó rechazar a los Pueblos del Mar en el Nilo. En el relato del relieve del templo de Medinet Habu, Ramsés afirma: Preparé la desembocadura del río como una fuerte muralla con barcos de guerra, galeras y embarcaciones ligeras. Estaban completamente equipados tanto a proa como a popa con valientes combatientes que llevaban sus armas, e infantería de toda la pica de Egipto.
En ese relieve, se retrata al enemigo con sus altos barcos cayendo todos al Nilo y atravesados por las flechas que se disparaban desde los barcos egipcios. Al mismo tiempo, Ramsés afirmaba que atrajo al enemigo cerca de la orilla del Nilo, donde descargó sobre él cientos de miles de flechas. Los egipcios, con sus rápidas y ágiles embarcaciones fluviales, vencieron a las naves marítimas de los Pueblos del Mar, a los que los egipcios describen como mal equipados para el combate a distancia.

## Conclusión
Aunque los egipcios solían ser una población terrestre, pronto demostraron dominar el arte de la navegación a medida que aprendían sus ventajas. La marina egipcia siguió sirviendo al ejército como mecanismo de transporte, fuerza anfibia y, al mismo tiempo, como fuerza agresiva con la que librar la guerra. Puede decirse que sin la exitosa eficacia de la marina egipcia, el ejército egipcio no habría podido hacer campaña durante todo el tiempo que deseaba y, por tanto, la influencia de Egipto sobre la región levantina se habría reducido drásticamente. La marina permitió a la civilización egipcia continuar con su modo de vida hasta su lento declive final.